# Y. Frank Freeman

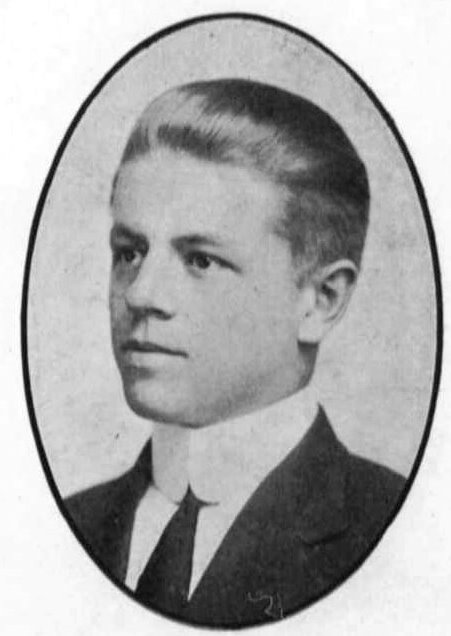
Y. Frank Freeman (1910)

Younger Frank Freeman (* 14. Dezember 1890 in Greenville, Georgia; † 5. Februar 1969 in Los Angeles, Kalifornien) war ein US-amerikanischer Filmproduzent und Kinomanager.

## Leben und Karriere
Y. Frank Freeman machte 1910 seinen Abschluss am Georgia Institute of Technology. Er stammte aus einer alten Südstaaten-Familie, verkaufte allerdings das elterliche Baumwollgeschäft, um damit ein Kino in Fitzgerald zu eröffnen. Freeman hatte Erfolg und war bald Besitzer einer ganzen Kinokette. Später wurde er hochrangiger Produzent bei Paramount Pictures, lange Jahre fungierte er als Vizepräsident der Produktion. Er machte sich unter anderem als Kritiker der strengen Zensurvorschriften des Hays Codes einen Namen. Er war bis 1964 Vorsitzender des Board of Directors bei Paramount.
Während Freeman heute weitgehend in Vergessenheit geraten ist, war er zu Lebzeiten auch wegen seines öffentlichen Engagements – er war aktives Mitglied vieler Organisationen in den Bereichen Sport und Bildung – eine vielgeehrte Persönlichkeit. 1957 erhielt er für seine humanitären Verdienste im Sinne der Filmindustrie den ersten Jean Hersholt Humanitarian Award der Academy of Motion Picture Arts and Sciences. Diese zeichnete ihn 1967 mit einem weiteren Ehrenoscar für seine Verdienste um die Academy aus. Ebenfalls erhielt Freeman einen Stern auf dem Hollywood Walk of Fame in der Kategorie Film.
Sein Sohn Frank Freeman junior (1915–1962) betätigte sich in den 1950er-Jahren als Produzent bei Filmen wie Kampf der Welten und Sturm über Persien.